# Ibrahim Tankary
Ibrahim Tankary (Niamey, 24 marzo 1972) è un ex calciatore nigerino, di ruolo attaccante.

## Carriera

### Club
Ha giocato per un decennio in Belgio, fra la prima e la terza divisione; in precedenza aveva giocato anche nella prima divisione algerina, in quella nigerina ed in quella del Burkina Faso.

### Nazionale
Tra il 2002 ed il 2003 ha segnato 3 reti in 5 presenze con la nazionale nigerina.

## Vita privata
Tankary è zio del portiere della nazionale nigerina Naïm Van Attenhoven.

## Palmarès

### Club

#### Competizioni nazionali
- Coupe du Faso: 2

RC Kadiogo: 1994
Etoile Ouagadougou: 1996
- Campionato belga di seconda divisione: 2

Brussels: 2003-2004
Zulte Waregem: 2004-2005